# Sergio Goycochea
Sergio Javier Goycochea (Lima, Buenos Aires, 17 de octubre de 1963) es un exfutbolista, exmodelo y actual conductor y actor de televisión argentino. Es padre del futbolista Juan Goycochea.
Como futbolista se desempeñaba en la función de arquero y es famoso por su habilidad para atajar penales, de los que se recuerdan especialmente los cuatro que atajó en Italia 90 durante las definiciones contra Yugoslavia (dos) e Italia (dos) para llevar a la selección argentina a la final. Con su seleccionado ganó las Copas América de 1991 y de 1993. En esta última, atajó penales clave en las definiciones ante Brasil en cuartos de final y ante Colombia en la semifinal, y fue elegido como el mejor jugador del torneo. Con la Albiceleste también ganó la Copa FIFA Confederaciones 1992 y la Copa Artemio Franchi 1993.
Es considerado el mejor arquero argentino del periodo 1987-2014, según la IFFHS.

## Trayectoria
Inició su carrera en el Club Atlético Defensores Unidos a mediados del año 1979. Allí se mantuvo hasta 1982 cuando fue comprado por River Plate.
En el Millonario era suplente y esta situación es considerada por él mismo como uno de los momentos más difíciles de su carrera. Sin embargo, el reconocido club colombiano Millonarios F.C. se fijó en él y lo contrató. Durante su paso por el fútbol colombiano Sergio demostró un gran nivel, por lo que fue llamado a la Selección Argentina. 
Luego del Mundial de Italia 90, Goycochea regresó a su país para fichar con Racing Club y, en 1991, jugó unos pocos meses en el Brest de Francia. Fue el arquero titular de la selección nacional en la Copa América 1991, en la Copa Confederaciones 1992, en la Copa Artemio Franchi 1993, y en la Copa América 1993 que Argentina ganó. 
Durante las eliminatorias para el Mundial de Estados Unidos, Colombia le propinó un 5-0 a la Argentina en Buenos Aires, motivo por el cual Goycochea fue muy criticado (teniendo en cuenta que, en una oportunidad, Boca Jrs. le dio un 6-1 cuando este atajaba para el Rácing Club). Esto ocasionó que, a pesar de que Argentina se clasificó y Goycochea jugó todos los partidos preparatorios, al iniciarse el Mundial 1994 su puesto fuera ocupado por Luis Islas.
El día de su retiro fue el lunes 22 de febrero de 1999, jugando para Newell's Old Boys, de Rosario.

## Selección nacional
Ha jugado con la selección de fútbol de Argentina entre los años 1987 y 1994 con 44 presencias. Participó en la Copa Mundial de Fútbol de 1990 y 1994.
Su gran oportunidad se dio en el Mundial de Italia 90, cuando el arquero titular, Nery Pumpido, se lesionó en el segundo partido, contra la entonces URSS. Goycochea siguió siendo el arquero titular de ese campeonato hasta la final contra Alemania, destacándose su actuación en las definiciones por penales ante Yugoslavia (en los cuartos de final) y ante Italia (en la semifinal), en las cuales atajó penales decisivos. En la final, estuvo cerca de tapar el penal de Andreas Brehme, por el cual Alemania terminó saliendo campeón mundial.
Es uno de los arqueros que más penaltis atajó en un mismo partido oficial de la selección argentina (dos disparos), junto con Emiliano Martínez (tres disparos), Carlos Roa y Sergio Romero (dos disparos).

### Participaciones en Copas del Mundo
| Mundial                                | Sede           | Resultado        | PJ | GR   |
| -------------------------------------- | -------------- | ---------------- | -- | ---- |
| Copa Mundial de Fútbol Juvenil de 1981 | Australia      | Primera fase     | 3  | (–3) |
| Copa Mundial de 1990                   | Italia         | Subcampeón       | 6  | (–3) |
| Copa Mundial de 1994                   | Estados Unidos | Octavos de final | 0  | (0)  |

### Participaciones en Copas Confederaciones
| Copa                      | Sede           | Resultado | PJ | GR   |
| ------------------------- | -------------- | --------- | -- | ---- |
| Copa Confederaciones 1992 | Arabia Saudita | Campeón   | 2  | (–1) |

### Participaciones en Copa América
| Copa              | Sede      | Resultado     | PJ | GR   |
| ----------------- | --------- | ------------- | -- | ---- |
| Copa América 1987 | Argentina | Cuarto puesto | 0  | 0    |
| Copa América 1991 | Chile     | Campeón       | 6  | (–4) |
| Copa América 1993 | Ecuador   | Campeón       | 6  | (–4) |

### Participaciones en Copas Artemio Franchi
| Copa                      | Sede      | Resultado | PJ | GR   |
| ------------------------- | --------- | --------- | -- | ---- |
| Copa Artemio Franchi 1993 | Argentina | Campeón   | 1  | (–1) |

### Participaciones en eliminatorias
| Copa                              | Resultado   | PJ | GR    |
| --------------------------------- | ----------- | -- | ----- |
| Eliminatorias Estados Unidos 1994 | Clasificado | 8  | (–10) |

### Participaciones en Juegos Suramericanos
| Copa                         | Sede  | Resultado | PJ | GR   |
| ---------------------------- | ----- | --------- | -- | ---- |
| Juegos Suramericanos de 1986 | Chile | Campeón   | 5  | (–5) |

#### Estadísticas
| Selección          | Año | Amistosos | Amistosos | Eliminatorias | Eliminatorias | Copa América | Copa América | Copa Confederaciones | Copa Confederaciones | Mundial | Mundial | Total | Total |
| Selección          | Año | PJ        | GR        | PJ            | GR            | PJ           | GR           | PJ                   | GR                   | PJ      | GR      | PJ    | GR    |
| ------------------ | --- | --------- | --------- | ------------- | ------------- | ------------ | ------------ | -------------------- | -------------------- | ------- | ------- | ----- | ----- |
| Absoluta Argentina |     |           |           |               |               |              |              |                      |                      |         |         |       |       |
| 1987               | 1   | –3        | -         | -             | 0             | 0            | -            | -                    | -                    | -       | 1       | –3    |       |
| 1988               | 0   | 0         | -         | -             | -             | -            | -            | -                    | -                    | -       | 0       | 0     |       |
| 1989               | 0   | 0         | -         | -             | -             | -            | -            | -                    | -                    | -       | 0       | 0     |       |
| 1990               | 1   | –2        | -         | -             | -             | -            | -            | -                    | 6                    | –3      | 7       | –5    |       |
| 1991               | 6   | –7        | -         | -             | 6             | –4           | -            | -                    | -                    | -       | 12      | –11   |       |
| 1992               | 2   | 0         | -         | -             | -             | -            | 2            | –1                   | -                    | -       | 4       | –1    |       |
| 1993               | 3   | –2        | 8         | –10           | 6             | –4           | -            | -                    | -                    | -       | 17      | –16   |       |
| 1994               | 3   | –2        | -         | -             | -             | -            | -            | -                    | -                    | -       | 3       | –2    |       |
| Total              | 16  | –16       | 8         | –10           | 12            | –8           | 2            | –1                   | 6                    | –3      | 44      | –38   |       |

## Clubes
| Club              | País      | Año     |
| ----------------- | --------- | ------- |
| Defensores Unidos | Argentina | 1979-82 |
| River Plate       | Argentina | 1983-88 |
| Millonarios       | Colombia  | 1989-90 |
| Racing Club       | Argentina | 1990-91 |
| Stade Brestois    | Francia   | 1991    |
| Cerro Porteño     | Paraguay  | 1992    |
| Olimpia           | Paraguay  | 1992-93 |
| River Plate       | Argentina | 1993-94 |
| Deportivo Mandiyú | Argentina | 1994-95 |
| Internacional     | Brasil    | 1995-96 |
| Vélez Sarsfield   | Argentina | 1996-97 |
| Newell's Old Boys | Argentina | 1997-99 |

## Palmarés

### Campeonatos nacionales
| Título                         | Club        | Sede         | Año     |
| ------------------------------ | ----------- | ------------ | ------- |
| Campeonato de Primera División | River Plate | Buenos Aires | 1985-86 |
| Campeonato de Primera División | River Plate | Buenos Aires | 1993    |

### Campeonatos internacionales
| Título                       | Club            | Sede          | Año  |
| ---------------------------- | --------------- | ------------- | ---- |
| Copa Libertadores de América | River Plate     | Buenos Aires  | 1986 |
| Copa Intercontinental        | River Plate     | Tokio         | 1986 |
| Copa Interamericana          | River Plate     | Buenos Aires  | 1987 |
| Supercopa Sudamericana       | Vélez Sarsfield | Buenos Aires  | 1996 |
| Recopa Sudamericana          | Vélez Sarsfield | Kōbe          | 1997 |
| Copa América                 | Argentina       | Santiago      | 1991 |
| Copa Rey Fahd                | Argentina       | Riad          | 1992 |
| Copa Artemio Franchi         | Argentina       | Mar del Plata | 1993 |
| Copa América                 | Argentina       | Guayaquil     | 1993 |

### Distinciones individuales
| Distinción                                      | Año        |
| ----------------------------------------------- | ---------- |
| Equipo de las estrellas de la copa del mundo    | 1990       |
| Segundo mejor portero del mundo, según la IFFHS | 1991, 1993 |
| Parte del Equipo Ideal de América               | 1992, 1993 |
| 2.º nejor futbolista del año en Sudamérica      | 1992       |
| Mejor jugador de la Copa América 1993           | 1993       |

## Carrera como conductor
A la par de su carrera deportiva, tuvo un fugaz paso por el mundo del modelaje, cuando en 1990 fue convocado para ser la cara de la campaña publicitaria de la marca de slips Eyelit.
Hoy en día, se dedica al periodismo televisivo. su carrera televisiva se inició en la pantalla de América TV, donde presentó un programa informativo del mundo automotor denominado Kilómetro por hora. Este programa competía en franja horaria con otros de similar característica como El garage, de Canal Trece, o El arranque, de Canal 9, los cuales a diferencia del suyo, eran conducidos por las modelos Úrsula Vargues y María Sussini, respectivamente. Más allá de la competencia «fuerte», el programa tuvo una recepción aceptable y Goycochea sería convocado para una nueva producción que fue bautizada como Resto del mundo, la cual sigue su desarrollo hasta la actualidad, mostrando diferentes lugares del mundo, aunque actualmente bajo la conducción de Iván de Pineda. 
Tuvo un programa en el canal ESPN+ llamado Club de fans, ciclo del que participaron estrellas como Martín Palermo, Diego Maradona o Lionel Messi, entre otros. Goycochea también se destacó por haber acompañado a Diego Maradona en La noche del 10, un programa emitido por El Trece. Luego condujo un programa deportivo llamado Elegante sport, emitido por Canal 7. 
En abril de 2012, realizó una participación especial en La pelu, comedia de Telefe, y, en octubre de ese año, como un profesor de gimnasia en la telecomedia Graduados, emitida por Telefe.
En 2013, es participante del reality de famosos Celebrity Splash, también por Telefe.
Actualmente conduce el programa Fox para todos, que se transmite para toda Latinoamérica por la señal Fox Sports a las 17:00 (horario argentino).
En 2014, por la TV Pública, Sergio Goycochea y Luli Fernández presentaron toda la información sobre la Copa Mundial de Fútbol de 2014, en vivo, desde Copacabana, Brasil.
Durante 2016, participa de la telenovela Por amarte así.
Entre abril de 2019 y enero de 2020, fue panelista del programa deportivo Agenda Fox Sports, producido en Argentina para Sudamérica, junto con Martín Liberman, Jorge Baravalle y Micaela Vázquez.
Desde mayo de 2020, es coconductor junto con Noelia Antonelli del programa Todos estamos conectados por la música (TEC), de la TV Pública.

## Televisión
| Año           | Título                                                                             | Canal                          |
| ------------- | ---------------------------------------------------------------------------------- | ------------------------------ |
| 2001-03       | Abanderados                                                                        | América TV                     |
| 2004-07       | Resto del mundo                                                                    | El Trece                       |
| 2005          | La noche del 10                                                                    | El Trece                       |
| 2008          | Club de fans                                                                       | ESPN                           |
| 2012          | Elegante sport                                                                     | Televisión Pública             |
| 2012          | La pelu                                                                            | Telefe                         |
| 2012          | Graduados                                                                          | Telefe                         |
| 2013          | Celebrity Splash                                                                   | Telefe                         |
| 2013          | Fox para todos                                                                     | Fox Sports                     |
| 2014          | Viví el Mundial                                                                    | Televisión Pública             |
| 2014-16       | Vivo en Argentina                                                                  | Televisión Pública             |
| 2016-17       | Por amarte así                                                                     | Telefe                         |
| 2018          | Debate final                                                                       | Fox Sports                     |
| 2018          | Los 8 escalones                                                                    | Fox Sports National Geographic |
| 2019          | Agenda Fox Sports                                                                  | Fox Sports                     |
| 2020          | Quedate en casa                                                                    | Televisión Pública             |
| 2020-2023     | TEC: Todos estamos conectados por la música                                        | Televisión Pública             |
| 2020-2022     | Eliminatorias Catar 2022                                                           | Televisión Pública             |
| 2021          | El show de la Copa América                                                         | Televisión Pública             |
| 2021-presente | Mundo urbano, con Yanina Vázquez y el experto en desarrollo urbano Osvaldo Cáffaro | Canal 26                       |
| 2025          | El juego empezó                                                                    | América TV                     |